# Сардис (Џорџија)
Сардис (Џорџија) (енгл. Sardis) град је у америчкој савезној држави Џорџија. По попису становништва из 2010. у њему је живело 999 становника.

## Демографија
Према попису становништва из 2010. у граду је живело 999 становника, што је 172 (14,7%) становника мање него 2000. године.
| Група             | 2000.       | 2010.       |
| Белци             | 517 (44,2%) | 435 (43,5%) |
| Афроамериканци    | 648 (55,3%) | 548 (54,9%) |
| Азијати           | 0 (0,0%)    | 0 (0,0%)    |
| Хиспаноамериканци | 5 (0,4%)    | 7 (0,7%)    |
| Укупно            | 1.171       | 999         |